# Callochromis melanostigma
Callochromis melanostigma е вид бодлоперка от семейство Цихлиди (Cichlidae). Видът не е застрашен от изчезване.

## Разпространение и местообитание
Разпространен е в Бурунди и Демократична република Конго.
Обитава сладководни басейни и пясъчни дъна.

## Описание
На дължина достигат до 15 cm.